# Patrizio Tommaso Brennan
Patrizio Tommaso Brennan auch Patrick Thomas Brennan (koreanisch: 안 파트리치오; * 13. März 1901 in Chicago; † etwa 24. September 1950) war ein US-amerikanischer Geistlicher und Apostolischer Präfekt in Korea.
Mac Polin wurde 1913 zum Priester für das Bistum Chicago geweiht. 1936 legte er die Profess bei der Missionsgesellschaft von St. Columban ab. Pius XI. ernannte ihn am 12. November 1948 zum Apostolischen Präfekten von Kwoszu in Korea.